# سر رابرت جونز، بارونت اول
سر رابرت جونز، بارونت اول (۲۸ ژوئن ۱۸۵۷ – ۱۴ ژانویه ۱۹۳۳) یک جراح ارتوپد ولزی بود که به ایجاد تخصص مدرن جراحی ارتوپدی در بریتانیا کمک کرد.
جونز در سال ۱۸۸۷ با سوزی، دختر ویلیام ایوانز از لیورپول ازدواج کرد که از او صاحب یک پسر و یک دختر شد. او در سال ۱۹۱۸ درگذشت.
مجسمه سر رابرت در افتتاحیه مرکز دفاع و توانبخشی ملی توسط ویلیام، شاهزاده ولز در ژوئن ۲۰۱۸ رونمایی شد